# Jurij Borzakovski
Jurij Mihajlovič Borzakovski (rus. Рийrij Mihajlovič Borzakovskij; Kratovo, okolica Moskve, 12. travnja 1981.) ruski je atletičar, čija je glavna disciplina bila utrka na 800 metara.
Postao je olimpijski pobjednik u Ateni 2004. godine. Bio je svjetski dvoranski prvak i dvostruki europski dvoranski prvak, te europski prvak na otvorenom. Također je juniorski europski prvak iz 1999. godine. Na svjetskim prvenstvima na otvorenom osvojio je dva srebra i dvije bronce.
Dana, 27. siječnja 2001. u njemačkome Karlsruheu istrčao je 800 m u vremenu 1:44,15, što je još uvijek treće najbolje vrijeme na ovoj stazi u dvorani u povijesti. Rekord drži Wilson Kipketer, koji je na Svjetskom dvoranskom prvenstvu u Parizu 1997. postavio svjetski rekord i u finalu popravio vlastiti rekord s 1:42,67. 